# Strahlwäscher
Ein Strahlwäscher oder Injektor ist ein Apparat zum Stoffaustausch und zur Wärmeübertragung zwischen strömenden Gasen und Flüssigkeiten. Strahlwäscher werden insbesondere zur Abgasreinigung eingesetzt.

## Funktionsweise
Strahlwäscher arbeiten nach dem Prinzip der Wasserstrahlpumpe. Waschflüssigkeit wird mit einem Überdruck von 1500 hPa bis 7000 hPa durch eine Düse in das zu behandelnde Gas eingebracht, dadurch wird es im Gleichstrom mitgerissen und der Flüssigkeitsstrahl zerfällt zu Tropfen. Die Wassergeschwindigkeit beträgt bis zu 35 m/s, die Gasgeschwindigkeit bewegt sich in der Regel zwischen 5 m/s und 15 m/s. In der sich bildenden  Zweiphasenströmung sind die Triebkräfte zum Stoffübergang zu Beginn zwar groß, über den gesamten Stofftransportprozess aber geringer als vergleichbare Gegenstromprozesse.
Strahlwäscher erzeugen keinen zusätzlichen Druckverlust. Der Energieeintrag erfolgt über die Waschflüssigkeit.
Aufgrund von Turbulenz wird ein Großteil der Flüssigkeitstropfen an der Wäscherwandung abgeschieden. Die übrigen Tropfen sind mittels Tropfenabscheider aus dem Gasstrom zu entfernen. Die Waschflüssigkeit wird in der Regel durch Kreislaufführung wiederverwendet.

## Einsatz
Strahlwäscher werden häufig in Reihe geschaltet oder mit anderen Apparaten kombiniert. Da das Verhältnis Flüssigkeit zu Gas bei Strahlwäschern vergleichsweise groß ist, werden sie bevorzugt bei Chemisorptionsprozessen eingesetzt, um die durch chemische Reaktionen hervorgerufenen freiwerdenden Wärmemengen abzuführen. Auch die oxidierende Wäsche von Abgasen, die elementare Halogene enthalten, wird häufig mithilfe von Strahlwäschern betrieben. Bei der Partikelabscheidung sind Strahlwäscher für Partikelgrößen von 1 µm und größer geeignet.